# Kaukaz (film)
Kaukaz (azer. Qafqaz) – azersko-rosyjski film fabularny z 2007 roku w reżyserii Fərida Hümbətova.  

## Opis fabuły
Młoda Rosjanka Sofia przyjeżdża na Kaukaz, gdzie wychodzi za mąż za kapitana floty dalekomorskiej. Wkrótce potem wybucha wojna. Kapitan ginie bez wieści wraz ze swoim statkiem, a Sofia pozostaje bez środków do życia razem z teściową Mariją. Jedynym wyjściem dla obu kobiet wydaje się wyjazd do Rosji.
Zdjęcia do filmu kręcono w okolicach Baku.

## Obsada
- Lubow Tołkalina jako Sofia
- Andriej Czernyszow jako Aleksandr
- Həmidə Ömərova jako Gadałka
- Ada Rogowcewa jako Marija
- Elmira Şabanova jako ciotka Nino
- Saida Gejdarowa jako Jekatierina
- Fuad Osmanov jako Giwi
- Nurəddin Mehdixanlı
- Elçin Əzizov
- Zərnigar Ağakişiyeva
- Vəfa Zeynalova

## Nagrody i wyróżnienia
Kaukaz był pierwszym filmem zgłoszonym jako oficjalny kandydat Azerbejdżanu do Oscara za najlepszy film nieanglojęzyczny podczas 80. ceremonii wręczenia Oscarów, ale nie uzyskał nominacji.